# Pepe Danquart
Pepe Danquart, né le 1er mars 1955 à Singen, est un réalisateur allemand.

## Biographie
Danquart étudie de 1975 à 1981 à l'université de Fribourg-en-Brisgau les sciences de l'information et de la communication. De 1984 à 1986, il enseigne à l'Académie allemande du film et de la télévision de Berlin et depuis 2008 à la Hochschule für bildende Künste Hamburg.
Danquart réalise surtout des courts métrages et des documentaires sur la société allemande. En 1994, il remporte l'Oscar du meilleur court métrage en prises de vues réelles pour Le Voyageur noir.
Avec Heimspiel, Höllentour et Am Limit, il réalise trois documentaires sur le sport en s'intéressant aux Eisbären Berlin, au Tour de France et aux alpinistes Thomas et Alexander Huber.
Le documentaire Joschka und Herr Fischer est un portrait du politique Joschka Fischer.
Le frère jumeau de Pepe Danquart, Didi Danquart, est aussi réalisateur.

## Filmographie

### Comme réalisateur

#### Courts métrages
- 1993 : Le Voyageur noir
- 1998 : Playboys

#### Longs métrages
- 1991 : Daedalus
- 2002 : Semana santa
- 2004 : Les truands cuisinent
- 2013 : Cours sans te retourner
- 2017 : Auf der anderen Seite ist das Gras viel grüner

#### Téléfilms
- 2001 : Mörderinnen

#### Documentaires
- 1994 : Phoolan Devi – Rebellion einer Banditin
- 1997 : Nach Saison
- 1997 : Das 7. Jahr – Ansichten zur Lage der Nation - Der Straßenfeger (TV)
- 2000 : Heimspiel
- 2004 : Höllentour
- 2007 : Am Limit
- 2011 : Joschka und Herr Fischer
- 2020 : Devant moi le Sud
- 2023 : Daniel Richter

### Comme scénariste
- 1991 : Daedalus
- 1993 : Le Voyageur noir
- 2000 : Heimspiel
- 2004 : Höllentour
- 2007 : Am Limit
- 2011 : Joschka und Herr Fischer

### Comme acteur
- 2003 : Herr Lehmann
- 2006 : Offset

### Comme producteur
- 1998 : Playboys
- 2005 : La Mort du travailleur
- 2011 : Whores’ Glory
- 2013 : Cours sans te retourner

## Distinctions
- 1994 : Oscar du meilleur court métrage en prises de vues réelles pour Le Voyageur noir.
- 2000 : Deutscher Filmpreis du meilleur film documentaire pour Heimspiel[réf. nécessaire]

## Crédit d'auteurs
- (de) Cet article est partiellement ou en totalité issu de l’article de Wikipédia en allemand intitulé « Pepe Danquart » (voir la liste des auteurs).